# Австралійський пейзаж
Австралійський пейзаж  — один з пейзажів, що створив польський художник Станіслав Віткевич (1885–1939).
Пейзаж не займав головного місця в творчості Віткевича. Значно більше його приваблювали сюжетні картини і портрети. Відомо, що він супроводжував британського антрополога, поляка за походженням Броніслава Малиновського в подорожі до Полінезії і Австралії у 1914 р. Подорож і відсутність умов для створення живопису олійними фарбами, довге їх висихання, обумовили звертання художника Віткевича до техніки пастелі. Остання не вимагала сушки і робилася досить швидко при збереженні яскравого колориту. Саме в цій техніці і створено декілька пейзажів під час перебування Віткевича в Австралії. Зазвичай він дотримувався стилістики експресіонізму з досить активним, майже агресивним використанням фарб і деформованих форм. В пейзажах цього періоду, навпаки,  він старанно йде за натурою, добре відтворюючи таємниче життя екзотичної природи у різні пори доби.